# Instituto de Estudios Araneses-Academia Aranesa de la Lengua Occitana
El Instituto de Estudios Araneses-Academia Aranesa de la Lengua Occitana (en aranés: Institut d'Estudis Aranesi-Acadèmia Aranesa dera Lengua Occitana o IEA-AALO) es una institución académica que tiene por objeto el estudio de la variedad aranesa del occitano en el Valle de Arán y el establecimiento de criterios reguladores de acuerdo con los principios de la gramática occitana de Louis Alibert y las Normes ortografiques der aranés, como parte integrante del espacio lingüístico y cultural occitano.
Asimismo colabora también con entidades académicas, de investigación o culturales reconocidas por instituciones públicas del espacio occitano, en el establecimiento de la normativa lingüística de referencia para el conjunto de la lengua occitana.

## Estatuto
La sede está en Viella en el Valle de Arán. Su presidente es el aranés Jusèp-Loís Sans Socasau, histórico promotor y defensor de la lengua, cultura y nación occitanas. Fue creado en 2002. Depende del Consejo General de Arán, que en 2008 lo reconoció como autoridad lingüística del aranés en el Valle de Arán, confirmada en 2010 por la Ley 35/2010, de 1 de octubre, del occitano, aranés en Arán. En enero de 2014 la Generalidad de Cataluña le otorgó el estatuto de academia y de autoridad lingüística. Es la autoridad para el asesoramiento que, en materia de lengua occitana, le sea solicitado por las administraciones públicas y los organismos dependientes, así como por los centros de enseñanza públicos y privados y por los medios de comunicación de titularidad pública, de acuerdo con la ley de 2010.
Establece y actualiza la norma lingüística de la variedad aranesa del occitano y vela por que la reforma ortográfica sea coherente con todo su ámbito lingüístico. Colabora en el progreso y desarrollo de la lengua, de la cultura y de la sociedad en general. Así, en 2018 se quejó ante el Parlamento Europeo en Estrasburgo de la poca solicitud y cuidado de las lenguas minoritarias por parte del Estado español.

## Organización
El IEA-AALO se estructura en dos secciones: la sección aranesa, encargada de establecer y actualizar la norma lingüística de la variedad aranesa de la lengua occitana, y la sección estándar, encargada de asesorar sobre la unidad de la lengua occitana y el tronco común.

## Publicaciones
El IEA-AALO publica obras de referencia tanto sobre el aranés como sobre el occitano estándar tal como lo entiende. También publica traducciones al aranés para que sirvan como modelos lingüísticos.

### Aranés: obras de referencia
- (en occitano) Gramatica basica der occitan aranés, 2015.
- (en catalán) + (en occitano) Jusèp Loís Sans Socasau, Diccionari català-aranés, 2021.
- (en occitano) Diccionari der aranés, 2019. Ampliaciones: Ampliación 2021, Ampliación 2022, Ampliación 2023.
- (en occitano) Joan Coromines, Elements de morfosintaxi der aranés, 2016.
- (en occitano) Vocabulari fonetic basic der aranés, 2018.
- (en occitano) Gramatica der occitan aranés, 2020.

### Aranés: modelos lingüísticos y traducciones
- Josèp Condò Sambeat, Sang nòble e sang deth pòble (en línea después de 2023).
- Franz Kafka, Era metamorfòsi, traducción por Vicent Simó, 2019.
- William Shakespeare, Eth mercadèr de Venècia, traducción de Antòni Noguès, 2017.

#### Colección Antòni Nogués
Traducciones de Antòni Nogués.
- León Tolstói, Anna Karenine en 3 volúmenes: vol. 1, vol. 2, vol. 3. 2019.
- Miguel de Cervantes, Era gitaneta. 2019.
- Hans Christian Andersen, Contes. 2019.
- William Shakespeare, Hamlet. 2019.
- Dante Alighieri, Era divina comèdia. 2019.
- Victor Hugo, Es miserables en 5 volúmenes: vol. 1, vol. 2, vol. 3, vol. 4, vol. 5. 2019.

### Occitano estándar
- De la gramatica d'Alibèrt a l'occitan estandard. Principis gramaticals de l'occitan.
- Vocabulari ortografic de l’estandard de la lenga occitana, 2019.
- Jacme Taupiac, Per escriure l'occitan, 2015.